# Vanessa Marano

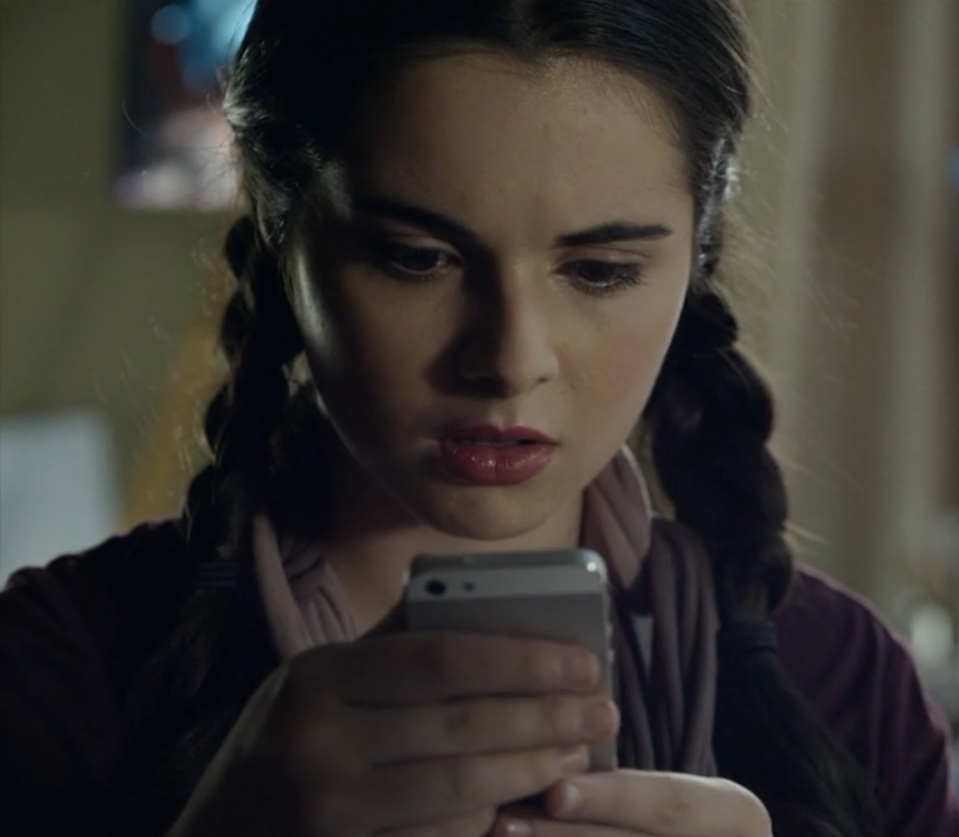
Vanessa Marano w filmie Senior Project

Vanessa Nicole Marano (ur. 31 października 1992 w Los Angeles) – amerykańska aktorka i producentka filmowa, która grała m.in. w serialach: Bez śladu, Kochane kłopoty, Żar młodości i Switched at Birth.

## Życiorys

### Młodość
Vanessa Marano urodziła się w Los Angeles. Jest córką Damiano i Ellen Marano. Jej matka jest właścicielką Dziecięcego Teatru Agoura. Jej ojciec jest włoskiego pochodzenia. 

### Kariera
Vanessa Marano zaczęła grać profesjonalnie, gdy miała siedem lat. W tym samym czasie karierę zaczęła też jej młodsza siostra, Laura. Obie aktorki grały razem m.in. w filmie Saving Zoë.

## Filmografia

### Filmy
| Rok  | Tytuł                     | Rola                  | Uwagi                |
| ---- | ------------------------- | --------------------- | -------------------- |
| 2003 | Easy                      | mała Jamie            | nieuwzgl. w napisach |
| 2008 | Klika                     | Layne Abeley          | film wideo           |
| 2009 | Pamiętnik Vanessy         | Samantha Cobbs        |                      |
| 2013 | The Secret Lives of Dorks | Samantha              |                      |
| 2014 | Senior Project            | Samantha "Sam" Willow |                      |
| 2018 | Daphne & Velma            | Carol                 |                      |
| 2019 | Saving Zoë                | Zoë                   | też producentka      |
| 2020 | This Is the Year          | Molly                 |                      |
| 2020 | How to Deter a Robber     | Madison Williams      |                      |
| 2021 | This Game's Called Murder | Jennifer Wallendorf   |                      |
| 2022 | W królewskim stylu        |                       | producentka          |

### Telewizja
| Rok       | Tytuł                             | Rola                 | Uwagi              |
| --------- | --------------------------------- | -------------------- | ------------------ |
| 2000      | CSI: Kryminalne zagadki Las Vegas | Samantha Cafferty    |                    |
| 2000      | Zwariowany świat Malcolma         | Ginna                |                    |
| 2001      | Sześć stóp pod ziemią             | Tate Pasquese        |                    |
| 2002–2009 | Bez śladu                         | Hannah               |                    |
| 2004      | Historia Brooke Ellison           | młoda Brooke Ellison |                    |
| 2005      | Chirurdzy                         | Holly Weeler         |                    |
| 2005      | Podkomisarz Brenda Johnson        | Theresa Monroe       |                    |
| 2005      | Medium                            | Jennifer Whitten     |                    |
| 2005      | Zaklinacz dusz                    | Alise Jones          |                    |
| 2005      | Wielki powrót                     | Franchesca           |                    |
| 2005–2007 | Kochane kłopoty                   | April Nardini        |                    |
| 2006      | Dexter                            | Rebecca Mitchell     |                    |
| 2007      | Prywatna praktyka                 | Casey                |                    |
| 2007      | Hell on Earth                     | Shelly               |                    |
| 2008      | Man of Your Dreams                | Maia                 |                    |
| 2008      | Miss Guided                       | Kelly                |                    |
| 2008–2010 | Żar młodości                      | Eden Gerick          | w gł. obsadzie     |
| 2009      | Zaufaj mi                         | Haley McGuire        |                    |
| 2010      | Wyjdź za mnie                     | Imogen Hicks         |                    |
| 2010      | Scoundrels                        | Hope West            |                    |
| 2010      | Parenthood                        | Holly                |                    |
| 2010      | Past Life                         | Susan Charne         |                    |
| 2011      | Miłość w wielkim mieście          | Becky Lerner         |                    |
| 2011–2017 | Switched at Birth                 | Bay Kennish          |                    |
| 2012      | Pułapki umysłu                    | Riley                |                    |
| 2012      | Your Father's Daughter            | Luciana              |                    |
| 2013      | Restless Virgins                  | Emily                |                    |
| 2014      | Agenci NCIS: Nowy Orlean          | Natalie              |                    |
| 2016      | Outcast                           | Sherry               | 1 odc.             |
| 2016      | Gilmore Girls: A Year in the Life | April Nardini        | 1 odc.             |
| 2017      | Dolina Krzemowa                   | studentka            | 2 odc.             |
| 2018      | Jednostka 19                      | Molly                | 2 odc.             |
| 2018–2019 | Dead Girls Detective Agency       | Nancy Graves         | serial internetowy |
| 2021      | 9-1-1                             | Sydney               | 2 odc.             |

## Nagrody i nominacje
| Rok  | Nagroda           | Kategoria                                | Rola                          | Rezultat  |
| ---- | ----------------- | ---------------------------------------- | ----------------------------- | --------- |
| 2011 | Teen Choice Award | Telewizyjna aktorka lata                 | Switched at Birth-Bay Kennish | NOMINACJA |
| 2013 | Teen Choice Award | Najlepsza aktorka w serialu dramatycznym | Switched at Birth-Bay Kennish | NOMINACJA |